# 9-й военный округ (вермахт)
9-й военный округ (нем. Wehrkreis IX) — единица военно-административного деления Вооруженных сил Германии во времена нацистской Германии. Создан в 1935 году и просуществовал до 1945 года. Военный округ обеспечивал военную безопасность на территориях провинций Гессен и Тюрингия (нем. Land Thüringen), а также набор и подготовку частей вермахта в этих районах. Штаб-квартира военного округа находилась в Касселе. Командованию военного округа подчинялись 3 инспекции комплектования (нем. Wehrersatzbezirk), расположенные в Касселе, Франкфурте-на-Майне и Веймаре.

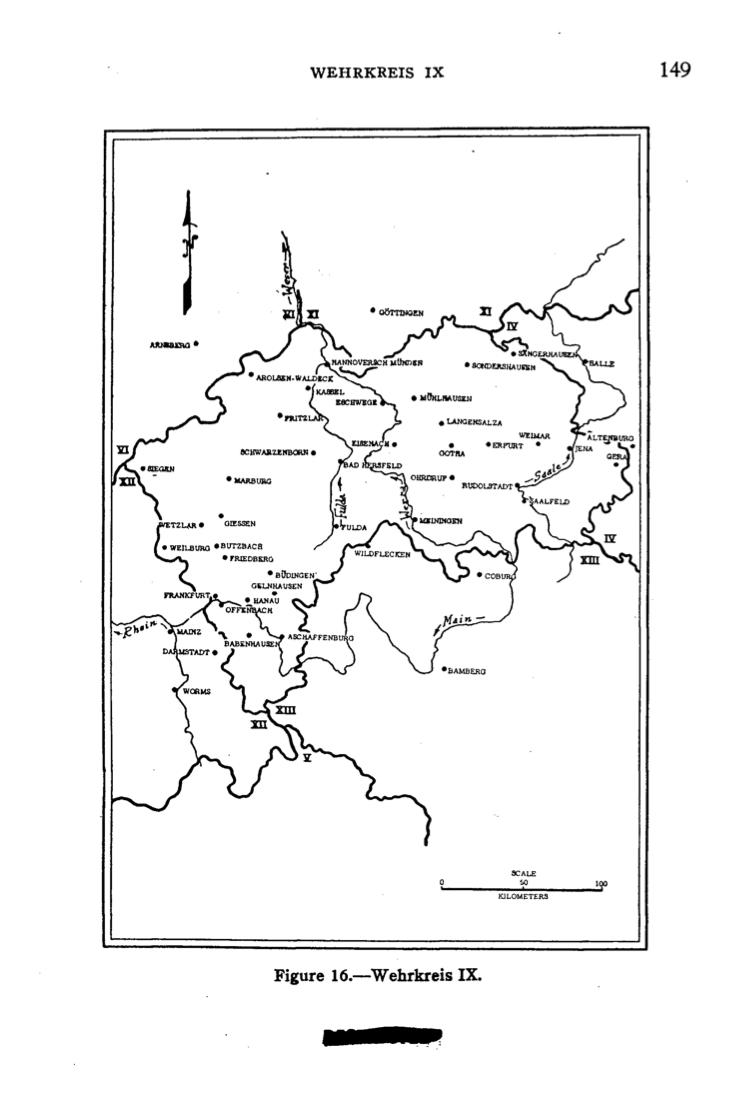
Карта 9-го военного округа

## Сформированные дивизии

### 5-я волна мобилизации
- 95-я пехотная дивизия

### Вне системы волн
- 3-я кавалерийская дивизия, позднее 1-я танковая дивизия

## Командование

### Командующие
- генерал от артиллерии Фридрих Дольман (нем. Friedrich Dollmann) (1935—1939)
- генерал инфантерии Рудольф Шнивиндт (нем. Rudolf Schniewindt) (1939—1942)
- генерал инфантерии Пауль Отто (нем. Paul Otto) (1942—1943)
- генерал инфантерии Отто Шеллерт (нем. Otto Schellert) (1943—1944)
- генерал кавалерии Филипп Клеффель (нем. Philipp Kleffel) (1944—1944)
- генерал инфантерии Отто Шеллерт (нем. Otto Schellert) (1944—1944)
- генерал инфантерии Теодор Петш (нем. Theodor Petsch) (1944—1945)
- генерал от артиллерии Максимилиан Фреттер-Пико (нем. Maximilian Fretter-Pico) (1945)

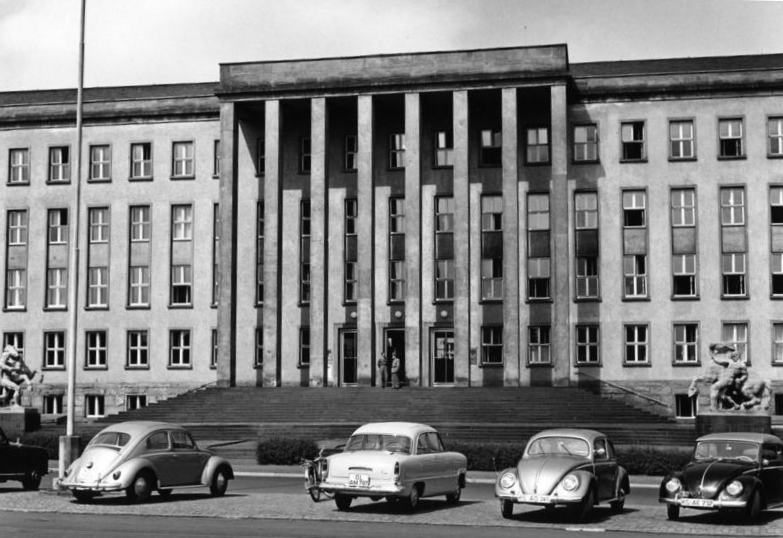
Бывшая штаб-квартира в Касселе (1958)
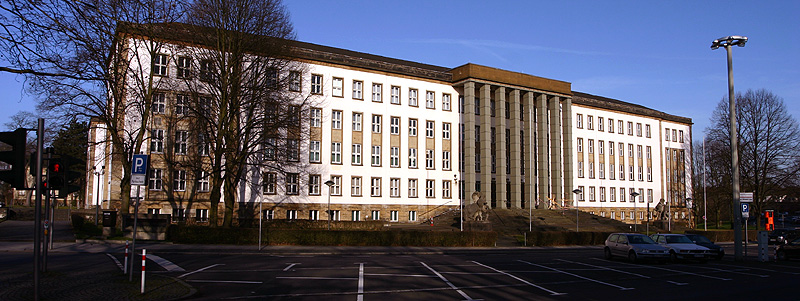
Бывшая штаб-квартира в Касселе, сейчас резиденция Федерального социального суда (2007)